# C.A. Schumacher
Christian Andreas Schumacher (født 6. september 1810 i Tjørnelunde, Finderup Sogn på Sjælland, død 4. august 1854 i Kolding) var en dansk officer, far til Alexander Schumacher.

## Karriere
Han var søn af kaptajn Andreas Anthon Frederik Schumacher. Efter faderens død tog hans farbroder, professor Heinrich Christian Schumacher, sig af ham og satte ham i pension hos mekaniker og astronom Repsold i Hamborg, hvor han blev tre år indtil sin konfirmation og fik interesse for naturvidenskaberne. 1829 tog han officerseksamen på Landkadetakademiet, 1831 blev han sekondløjtnant ved det Slesvigske Kyrasserregiment, 1833-38 assisterede han som officer sin farbroder ved gradmålingen, 1839 sendtes han til Tyskland for at studere jernbanevæsen og naturvidenskaber, 1842 blev han efter ansøgning sat på ventepenge. Efter i jernbaneanliggender at være kommet til Sankt Petersborg arbejdede han 1844-45 på observatoriet i Pulkova, hvor han bl.a. anstillede undersøgelser over termometre og isens varmeledningsevne. Efter sin hjemkomst 1845 fik han af Videnskabernes Selskab understøttelse til at fortsætte disse undersøgelser, hvis resultater fremkom i selskabets oversigter. Han havde for øvrigt allerede 1842 fået selskabets sølvmedalje for sit instrument til at måle hurtigheden af tonende strenges svingninger.
1848 meldte han sig til tjeneste og deltog i Treårskrigen og blev samme år Ridder af Dannebrog. 1849 fik han ritmesters karakter. 1851 blev han ansat som skovrider i Aabenraa Skovdistrikt; men allerede 1853 blev han på grund af svagelighed sat på pension og døde i Kolding 4. august 1854, hvor han også er begravet.

## Videnskabsformidler
Foruden de mere videnskabelige arbejder har Schumacher skrevet en mængde populære artikler, fx i det 1848 påbegyndte Nordlyset, hvis redaktør han i begyndelsen var. Han holdt ofte populære foredrag og rækker af sådanne; derved fremkom hans De vigtigste af Astronomiens Hovedlærdomme (1844). De tre første bind af Alexander von Humboldts Kosmos har han oversat til dansk (1847-53).
Schumacher blev gift 12. januar 1849 i Garnisons Kirke med Louise Maria Jørgensen (14. marts 1823 i København – 14. maj 1905 sst.), datter af postbud Jens Lykke Jørgensen (ca.1793-1831) og Margrethe Stab (1786-tidligst 1855).